# Christia Visser
Christia Visser (* 2. März 1992 in Kapstadt) ist eine südafrikanische Theater- und Filmschauspielerin, Sängerin und Tänzerin.

## Leben
Visser wurde in Kapstadt geboren, wuchs allerdings in Swellendam auf. Mit acht Jahren begann sie mit dem Tanzen, später folgte Gesangsunterricht. Sie absolvierte eine dreijährige Theaterausbildung an der Stellenbosch High School. Während dieser Zeit erhielt sie erste Auszeichnungen als Theaterschauspielerin. Es folgte eine zweijährige Ausbildung zur Filmschauspielerin. Neben Englisch spricht sie auch Afrikaans.
Seit 2014 wirkt sie als Schauspielerin in Filmen und Fernsehserien mit. Sie debütierte 2014 in dem Spielfilm Die perfekte Welle in einer Nebenrolle. 2015 hatte sie Besetzungen in den deutschen Fernsehfilmen Zum Teufel mit der Wahrheit und Super-Dad. 2016 hatte sie eine der Hauptrollen im B-Movie Planet of the Sharks. In den nächsten Jahren folgten weitere Besetzungen in Spielfilmen, aber auch Episodenrollen in verschiedenen Fernsehserien.

## Filmografie (Auswahl)
- 2014: Die perfekte Welle (The Perfect Wave)
- 2014: Touchy Feely (Kurzfilm)
- 2014: Dominion (Fernsehserie, Episode 1x02)
- 2014: Hollywood in my Huis
- 2015: Ballade vir 'n Enkeling
- 2015: Zum Teufel mit der Wahrheit (Fernsehfilm)
- 2015: Super-Dad (Fernsehfilm)
- 2015: Last Ones Out
- 2016: Alison
- 2016: Tess
- 2016: Planet of the Sharks (Fernsehfilm)
- 2016: Die Bok (Kurzfilm)
- 2017: Girl from Nowhere
- 2017: The Book Club (Die Boekklub, Fernsehserie, Episode 2x01)
- 2018: Knapsekêrels (Fernsehserie)
- 2018: Troja – Untergang einer Stadt (Troy: Fall of a City, Fernsehserie, 3 Episoden)
- 2018: Onder die Suiderkruis (Fernsehserie)
- 2018: NoupadFM (Fernsehserie)
- 2018: The Recce
- 2018: Dead in the Water (Fernsehfilm)
- 2019: Die Spreeus (Fernsehserie, 2 Episoden)
- 2020: Kaalgat Karel
- 2025: Tuiskoms – Willkommen in Wilderness (Tuiskoms, Fernsehserie)

## Diskografie
Alben
- 2020: Gemaklik Verlore (Sony Music Entertainment)

Singles
- 2019: 17 Shots (Sony Music Entertainment)
- 2019: Die Deur (Sony Music Entertainment)
- 2020: Wildste Oomblik (Sony Music Entertainment)
- 2020: Kaal Voor Jou (Sony Music Entertainment)